# La Chapelle-au-Moine
La Chapelle-au-Moine település Franciaországban, Orne megyében. Lakosainak száma 587 fő (2022. január 1.). La Chapelle-au-Moine Flers, La Chapelle-Biche, Le Châtellier, Messei és Saint-Clair-de-Halouze községekkel határos.

## Népesség
A település népességének változása:
| Lakosok száma | 579  | 576  | 599  | 587  | 587  | 589  | 590  | 589  | 587  |
|               | 2013 | 2015 | 2016 | 2017 | 2018 | 2019 | 2020 | 2021 | 2022 |